# Ханау (грофовија)
Грофовија Ханау била је територија у оквиру Светог римског царства.

## Историја

### Настанак грофовије
Грофовија је формирана 1429. године, када је Жигмунд Луксембуршки, цар Светог римског царства, Рајнхарда II од Ханауа, произвео у грофа. Као резултат тога поседи којима он господари, постају грофоија. Главни део његовог имања налазио се северно од реке Мајине, а протезао се од Франкфурта на Мајни дуж долине реке Кинзиг до Шлихтерна и дуж планинског спектра Шпесарт до Партенштајна.

### Подела
Само годину дана након смрти Реинхарда II, умире Реинхард III, његов син и наследник, оставивши за наследника свог сина Филипа I (млађег), тада дечака старог четири године. Реално претња за даље постојање породице грофова Ханауа је била могућност да Филип неће поживети довољно дуго да сам произведе мушког наследника. Једини други живи мушкарац из породице био је Филип I (старији), брат Реинхарда III и стриц Филип I (млађег). Елем, убрзо је дошло до сукоба који је 1458. године резултирао поделом грофофине и то на грофовију Ханау-Лицтенберг (Hanau-Lichtenberg) која је припала Филипу I (старијем) и на грофовију Ханау-Минценберг (Hanau-Münzenberg)

### Поновно уједињење
Последњих година тридесетогодишњег рата , 1642. године умире последњи мушки члан породице Ханау-Минценберг. Најближи сродник је малолетни Фридрих Казимир, гроф Ханау-Лихтенберг. Међутим, изузев што је у веома "танком" сродству са породицом Ханау-Минценберг, већ против њега стоје и верске прилике и непријатељски настројена властела у овом делу грофовије. Наиме, у Ханау-Лихтенбергу је доминантно лутерантство док је у Ханау-Минценберг доминантан калвинизам. Фридрих Казимир прихвата да се у обе грофовије државна религија буде калвинизам, задржавајући право да обавља лутерански обред само за себе и чланове свог двора. Такође, жени се , знатно старијом Амалијом Елизабетом , рођеном грофицом од Ханау-Минценберга, чиме и формално омогућује уједињење грофовије.

### Економска ситуација
Екстравагантна иницијатива грофа Фридиха Казимира да од Холандске западноиндијске компаније закупи 3000 квадрадтних километара у Јужној Америци, испоставила се катастрофалном. Не само да се није острварио грофов сан о оснивању краљевине Ханау-Индија (између река Ориноко и Амазон) , већ је то скоро довело до банкрота грофовије. Грофовија је била толико финансијски угрожена , да су грофови рођаци тражили од суда у Бечу и од цара Леополд I , да грофовију стави под неку врсту принудне управе, што је цар и учинио. Фридрих Казимир се 1670. подвргнуо овој одлуци цара и од тада је владао врло штедљиво. Умро је 1685. године.

### Други подела
Узимајући у обзир да је Фридрих Казимир умро без диерктних наследника, наслеђују га нећаци и поново деле грофофију на два дела: Филип Раинхарт почео је владати у Ханау-Минценбергу, а Јохан Раинхарт III у Ханау-Лихтенбергу. 1712. умире Филип Раинхарт, а грофовија Ханау се поновно уједињењује.

### Последњи грофови
Са смрћу грофа Јохана Раинхарта III 1736, и последњи мушки члан породице Ханау умире. Због споразума о наслеђивању из 1643. године кнежевина Хесен-Казел наследила је Ханау-Минценберг, док је Ханау-Лихтенберг пао под кнежевину Хесен-Дармштата. Тиме грофовија престаје да постоји. 